# Library Tapes

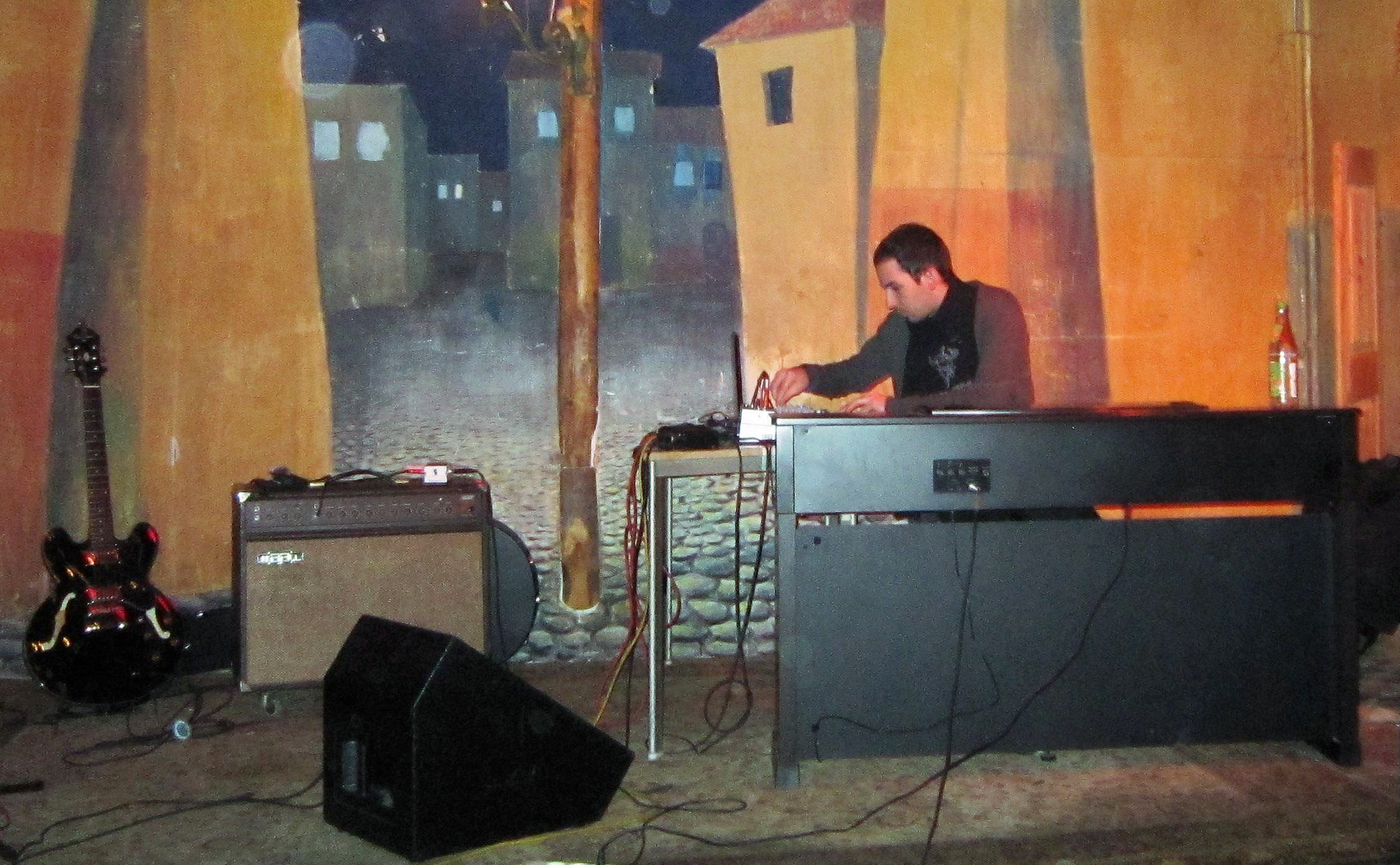
Library Tapes in München, Februar 2011

Library Tapes ist der Name eines 2004 in Schweden gegründeten Musikprojektes im Bereich von Ambient, Klangexperimenten und Neoklassik.

## Geschichte
Das Projekt wurde vom Pianisten David Wenngren (geb. 1981) und dem Gitarristen Per Jardsell in Gävle ins Leben gerufen; die Bezeichnung Library Tapes lehnte sich dabei an den Basement Tapes von Bob Dylan an.  Die erste CD des Duos erschien im August 2005 unter dem Titel Alone In The Bright Lights Of A Shattered Life auf dem britischen Label Resonant. Klavier, akustische und elektrische Gitarre, Balalaika und auf dem Computer erzeugte Klangflächen verbanden sich zu sieben atmosphärisch dichten Musikstücken, die von der Kritik mit den neoklassischen Kompositionen von Max Richter und dem Post-Rock von A Silver Mt. Zion verglichen wurden. Nach einer zweiten Veröffentlichung im Jahr 2006 verließ Per Jardsell Library Tapes, das Projekt wird seitdem allein von David Wenngren fortgeführt. Der zuvor schon minimalistische Sound reduzierte sich zunächst radikal weiter. Auf Höstluft (2007) waren nur noch Wenngrens Piano und einzelne, effektvoll eingesetzte Field Recordings zu hören.
Getrieben von dem Wunsch, seine Musik auszubauen und weiterzuentwickeln, lud Wenngren den britischen Cellisten Danny Norbury sowie den US-amerikanischen Komponisten und Multiinstrumentalisten Peter Broderick (Violine, Gitarre, Akkordeon, Trompete, Bratsche, Banjo) zur Zusammenarbeit ein. Trotz der nun ungleich reicheren Instrumentierung, die die CD A Summer Beneath the Trees (2008) kennzeichnete, dominierten weiterhin sphärische, langgezogene Ambient-Klänge die Musik, die aber gelegentlich auch von komplexeren, melancholischen Melodien abgelöst wurden. Manche Rezensenten, die das Werk größtenteils sehr positiv beurteilten, erkannten eine „kinematische Qualität“ in den nach wie vor pianodominierten und gelegentlich an Erik Satie erinnernden Kompositionen. Auch mit anderen Musikern wie Sylvain Chauveau (so auf Fragment) ging Wenngren vereinzelte Kooperationen ein.
2008 gründete Wenngren in Schweden ein eigenes Plattenlabel mit angeschlossener kleiner Konzertagentur (Auetic), auf dem 2010 die CD Like Green Grass Against a Blue Sky erschien. Mit dieser Veröffentlichung spannte Wenngren den Bogen zurück zu den ersten Werken von Library Tapes, jedoch sind seine von computergenerierten Klängen und Field Recordings durchsetzten stillen Piano-Soli auf dieser CD größtenteils melodischer als noch vier bzw. fünf Jahre zuvor. Auf Sun Peeking Through (2012) arbeitete Wenngren erstmals mit der Cellistin Julia Kent und der Violinistin Sarah Kemp zusammen.

## Diskographie
- 2005 – Alone in the Bright Lights of a Shattered Life
- 2006 – Feelings for Something Lost
- 2007 – Sketches (EP)
- 2007 – Höstluft
- 2008 – Fragment (EP)
- 2008 – A Summer Beneath the Trees
- 2010 – Like Green Grass Against a Blue Sky
- 2012 – Sun Peeking Through
- 2013 – Sketches, Outtakes and Rarities
- 2016 – Escapism